# 8924 Iruma
8924 Iruma este un asteroid din centura principală de asteroizi.

## Descriere
8924 Iruma este un asteroid din centura principală de asteroizi. A fost descoperit pe 14 decembrie 1996 la Chichibu de Naoto Satō. El prezintă o orbită caracterizată de o semiaxă mare de 2,32 ua, o excentricitate de 0,08 și o înclinație de 1,5° în raport cu ecliptica.